# Мухина, Вера Игнатьевна
Ве́ра Игна́тьевна Му́хина (19 июня [1 июля] 1889, Рига, Лифляндская губерния, Российская империя — 6 октября 1953, Москва, СССР) — русский и советский скульптор-монументалист, деятельница русского авангарда, одна из основоположников скульптуры социалистического реализма, педагог. Создательница одной из самых известных скульптур сталинской эпохи — колоссального монумента «Рабочий и колхозница». Одна из первых действительных членов Академии художеств СССР (с 1947). Народный художник СССР (1943), лауреат пяти Сталинских премий.

## Биография
Вера Мухина родилась 19 июня (1 июля) 1889 года в Риге в семье коммерсанта и мецената Игнатия Кузьмича Мухина. Родительский дом в Риге сохранился — улица Вилхелмса Пурвитиса, дом 23/25. Родители относились к купеческому сословию, предки жили в Риге после Отечественной войны 1812 года. Семья была состоятельная: в 1937 году у Веры открылось наследство от деда в 4 миллиона латов.
Детские и девические годы (1892—1904) провела в Феодосии, куда увёз её отец, опасавшийся за здоровье дочери (ей было два года, когда от туберкулёза умерла её мать). В Феодосии будущая художница посещала Феодосийскую женскую гимназию, получила первые уроки рисунка и живописи. Здесь она жила до 1904 года, когда умер её отец. Веру и её старшую сестру Марию приютили дяди и тёти, жившие в Курске, где она с отличием окончила гимназию. Затем обе девушки переехали в Москву и поселились на Пречистенском бульваре.
В Москве Мухина училась живописи в студиях К. Ф. Юона, И. О. Дудина и И. И. Машкова.
На Рождество 1912 года, когда она находилась в дядином имении в Смоленской губернии, с ней произошёл несчастный случай: во время катания с горы на санках она врезалась в дерево, сучок которого отрезал ей нос. Нос пришили в смоленской больнице, но шрамы (несмотря на восемь последующих пластических операций) остались на лице на всю жизнь. К тому же лицо девушки, восстановленное французскими хирургами, стало другим: по-мужски большим, грубоватым и очень волевым. После этого о балах, которые она так любила, пришлось забыть.
В 1912—1914 годах жила в Париже, где училась в частной студии Коларосси и при этом посещала частную академию Гранд-Шомьер, в которой училась у французского скульптора Э. А. Бурделя. Позже путешествовала по Италии, изучая скульптуры и живопись периода Ренессанса.
В Москву вернулась летом 1914 года, за считанные недели до начала мировой войны. Окончив курсы медсестёр, стала работать в военном госпитале, где в том же 1914 году познакомилась с молодым военным врачом Алексеем Замковым. В 1918 году вышла за него замуж.
После победы в России Октябрьской революции был принят «Ленинский план монументальной пропаганды», в рамках которого скульпторы получали от государства заказы на создание городских монументов. В 1918 году Мухина выполнила проект памятника просветителю и публицисту Н. И. Новикову. Проект получил одобрение Наркомпроса, но макет памятника, выполненный из глины и хранившийся в неотапливаемой мастерской, растрескался от холода, так что проект остался неосуществлённым. Кроме этого, в рамках работы по монументальной пропаганде Мухина создала эскизы скульптур «Освобождённый труд» и «Революция» (1919), а также памятников В. М. Загорскому (1921) и Я. М. Свердлову (также известен как «Пламя революции», 1923).
В 1923 году вместе с А. А. Экстер оформила павильон газеты «Известия» на первой Всероссийской сельскохозяйственной и кустарно-промышленной выставке в Москве.
В 1925 году совместно с модельером Н. П. Ламановой получила на выставке в Париже гран-при за коллекцию элегантной женской одежды, изготовленной из дешёвых грубых материалов — ткацкого сукна, бязи, холста и бумазеи, шляпы — из рогожи, пояса были оформлены крашеным горохом, а пуговицы — выточены из дерева. Платья украшал оригинальный орнамент, включая придуманный ею «петушиный узор».
В 1926—1927 годах Мухина преподавала в классе лепки Художественно-промышленного техникума при музее игрушки, в 1927—1930 — в Высшем художественно-техническом институте (ВХУТЕИН).
В 1927 году созданная ею скульптура «Крестьянка» была удостоена 1-й премии на выставке, посвящённой 10-летию Октября; позднее скульптура была куплена музеем Триеста, а после Второй мировой войны перешла в собственность музея Ватикана в Риме.

Монумент «Рабочий и колхозница». Москва

Самой знаменитой композицией скульптора стал 24-метровый монумент «Рабочий и колхозница», который был установлен в Париже на Всемирной выставке 1937 года. Композиция венчала советский павильон, спроектированный архитектором Б. М. Иофаном. По замыслу, солнце фронтально освещало монумент, создавая эффект сияния; обе фигуры при всей массивности казались летящими. Ощущение полёта усиливал введённый в композицию длинный развевающийся шарф; в результате скульптурная группа отличалась необыкновенной экспрессией и энергетикой, символизируя устремлённый к новым победам Советский Союз. Монумент оценивался французской прессой как «величайшее произведение скульптуры XX века», а Пабло Пикассо писал: «Как прекрасны советские гиганты на фоне сиреневого парижского неба».
После закрытия выставки монумент в разобранном виде перевезли в Москву и в 1939 году установили недалеко от северного входа на Выставку достижений народного хозяйства, однако авторское решение было разрушено: скульптуру разместили на низком постаменте и спиной к солнцу, так что ощущение полёта исчезло. Скульптор откомментировала произошедшую с монументом метаморфозу так: «Статуя ползает по земле». Тем не менее монумент стал одним из символов новой Москвы, а с 1947 года эта скульптура является эмблемой киностудии «Мосфильм». В 2003—2009 годах монумент реставрировали; теперь он был установлен на сооружении-пьедестале, по внешнему виду и высоте приближенном к Парижскому павильону 1937 года.
В 1938—1939 годах Мухина работала над скульптурами для щусевского Москворецкого моста: «Гимн Интернационалу», «Пламя революции», «Море», «Земля», «Плодородие», «Хлеб». «Хлеб» (1939) — это единственная композиция, осуществлённая ею, остальные были воссозданы по эскизам после её смерти.
С октября 1941 по апрель 1942 года Мухина жила и работала в эвакуации в Каменске-Уральском.
В 1945 году её пригласили в Ригу — в качестве эксперта для художественной оценки Памятника Свободы, над которым нависла угроза сноса. Но она — вопреки мнению партийных функционеров — решительно выступила в защиту памятника, и он избежал сноса. Сама же В. И. Мухина в годы войны и послевоенное время создала галерею скульптурных портретов: полковников И. Л. Хижняка и Б. А. Юсупова, балерины Г. С. Улановой, хирурга Н. Н. Бурденко. Она много и плодотворно трудилась, находя при этом новые формы пластического выражения своих идей (так, в 1947 году она продемонстрировала на выставке в Русском музее отлитый из матово-голубого стекла портрет учёного-химика Н. Н. Качалова, известного своими работами в области оптического стекла и художественного стеклоделия).
Автор двух памятников Максиму Горькому: один из них был установлен в 1943 году в Москве у Белорусского вокзала, другой — в 1952 году в городе Горьком. Некоторые проекты скульптора так и остались неосуществлёнными, в том числе памятники Я. М. Свердлову, В. И. Ленину и челюскинцам.
Наиболее романтичным и вдохновенным среди всех её работ (сделанных с соавторами) считают[кто?] памятник П. И. Чайковскому, установленный в 1954 году во дворе Московской консерватории на Большой Никитской улице. Эта скульптурная композиция располагается перед главным фасадом консерватории и является доминантой всего архитектурного комплекса. Скульптор изобразила великого композитора в момент творческого вдохновения, и кажется[кому?], что он прислушивается к музыке, которая льётся из консерваторских окон, непроизвольно дирижируя в такт ей.
Академик АХ СССР (1947). С 1947 по 1953 год — член Президиума АХ СССР.
Вера Игнатьевна Мухина скончалась 6 октября 1953 года в Москве. Причиной смерти стала стенокардия. Похоронена на Новодевичьем кладбище (уч. 2).

### Семья
- Отец: Мухин Игнатий Кузьмич. Описывая жизнь купца И. К. Мухина, газета «Рижский вестник» в 1892 году показывала благотворительность как венец жизни этого человека. Молодым человеком 15-16 лет он приехал в Ригу в 1850 году, где занялся торговой деятельностью в конторе своего отца, торговый дом которого имел представительства во многих городах. Но не достижения И. Мухина в торговом деле интересуют биографа, а то, что 35 тысяч рублей тот внёс в Садовниковскую богадельню, заново отделал Благовещенскую церковь и устроил там хор, в Покровском соборе устроил иконостас, учредил именные стипендии в мужской Александровской и женской Ломоносовской гимназиях[18].
- Мать: Мухина (дев. Мюде) Надежда Вильгельмовна[19].
- Муж: Замков, Алексей Андреевич — профессор медицины, один из прототипов профессора Преображенского из повести Михаила Булгакова «Собачье сердце»[7])
  - Сын: Замков Всеволод Алексеевич (9.05.1920—2003) — физик, кандидат физико-математических наук. Был заведующим кафедрой физики Ленинградского мединститута[20]. До седьмого класса Всеволод (дома его звали Волик; его именем назвал своего героя автор повести «Старик Хоттабыч»)[21] не ходил в школу, а учился дома — сказались последствия костного туберкулеза, развившегося на фоне травмы). В 1938 году поступил на физический факультет Московского университета (окончил его в 1947 году).

## Награды и звания
- Заслуженный деятель искусств РСФСР (1942)[9]
- Народный художник СССР (1943)
- Сталинская премия первой степени (1941) — за скульптурную группу «Рабочий и колхозница» на ВСХВ (1937)[22]
- Сталинская премия второй степени (1943) — за скульптурные портреты полковников Б. А. Юсупова и И. Л. Хижняка (1942)[23]
- Сталинская премия первой степени (1946) — за скульптурный портрет академика А. Н. Крылова
- Сталинская премия второй степени (1951) — за скульптурную группу «Требуем мира!» (с соавторами)
- Сталинская премия первой степени (1952) — за памятник М. Горькому у Белорусского вокзала в Москве
- Орден Трудового Красного Знамени (10.05.1938) — за успешную работу по постройке советского павильона на Международной выставке в Париже 1937 года
- Орден «Знак Почёта» (1945)
- Орден «За гражданские заслуги» (Болгария)
- Медаль «За доблестный труд в Великой Отечественной войне 1941—1945 гг.»
- Медаль «В память 800-летия Москвы»

## Работы В. И. Мухиной

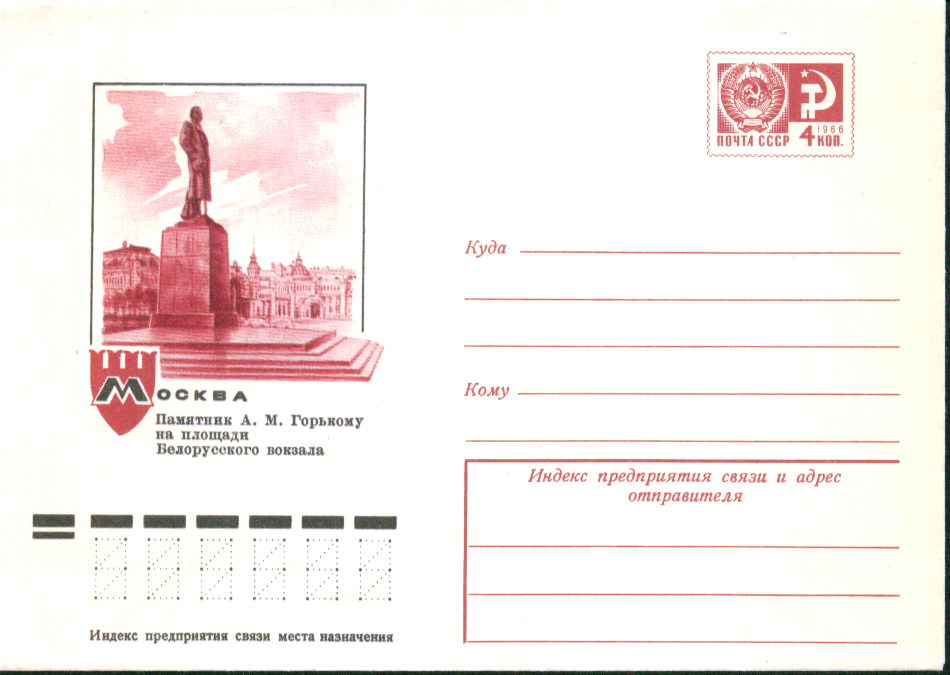
Памятник А. М. Горькому на площади Белорусского вокзала. Почтовый конверт СССР

### В Москве
- Монумент «Рабочий и колхозница», стоящий на крыше одноимённого музейно-выставочного центра
- Скульптура «Наука» установлена у здания МГУ
- Скульптуры «Хлеб» и «Плодородие» (другое название — «Урожай») в парке Дружбы около Северного речного вокзала
- Скульптуры «Земля» и «Вода» (другое название — «Море») в Лужниках
- Памятник П. И. Чайковскому у здания Московской консерватории
- Памятник Максиму Горькому у Белорусского вокзала
- Памятник Максиму Горькому у Института мировой литературы
- Семь надгробий на Новодевичьем кладбище[24] (Надгробия Максима Пешкова, Леонида Собинова[25], Марии Ермоловой[26]).

### В других городах

Скульптура «Мир» в Волгограде

- Скульптурная композиция «Фархад и Ширин» (арх. И. Ю. Каракис) для комплекса Фархадской ГЭС.
- Памятник Максиму Горькому в Нижнем Новгороде (архитекторы П. П. Штеллер и В. В. Лебедев) и т. д.
- Памятник-бюст Николаю Столярову в Казани
- Скульптура на крыше планетария в Волгограде — «Мир», последнее творение скульптора

## Память о В. И. Мухиной

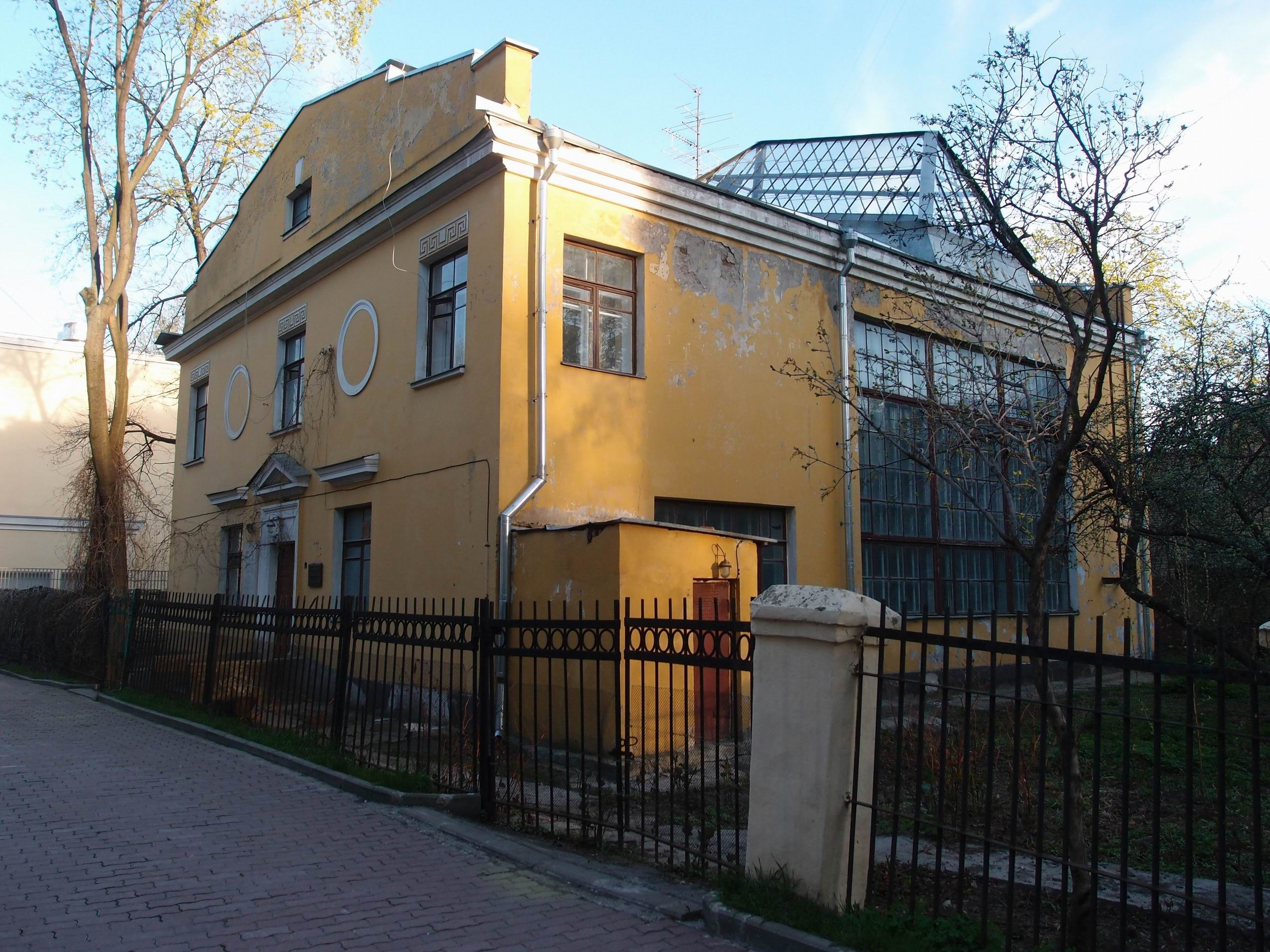
Мастерская В. И. Мухиной в Москве, Пречистенский переулок, 5а

- В Риге на улице Вилхелмса Пурвитиса, д. 23/25, в доме, где родилась В. Мухина, открыт музей.
- Народный «Музей Веры Игнатьевны Мухиной» работает в Феодосии.
- В Москве, в районе Ново-Переделкино, в честь скульптора названа улица.
- «Вера Мухина» — так называется теплоход ОАО «Северного морского пароходства».
- В 1953 году имя скульптора было присвоено Ленинградскому высшему художественно-промышленному училищу.
- В Москве в Пречистенском переулке установлен памятник В. И. Мухиной; авторы памятника — скульптор М. К. Аникушин и архитектор С. П. Хаджибаронов
- В Москве на доме 5А в Пречистенском переулке (где с 1947 по 1953 год жила и работала скульптор) в ноябре 1956 года была установлена мемориальная доска скульпторов З. Г. Иванова и Н. Г. Зеленской.
- Монумент «Рабочий и колхозница» изображён на значках и советских юбилейных монетах 1967 года и стал эмблемой киностудии «Мосфильм».
- Портрет скульптора помещён на советской почтовой марке 1989 года.
- В Свердловском округе Иркутска в честь скульптора названа улица.
- В Кривом Роге (Днепропетровская область, Украина) в честь скульптора названа улица в Долгинцевском районе города.
- В её честь назван кратер Мухина на Венере.

### Архив
В Российском государственном архиве литературы и искусства хранится Личный фонд В. И. Мухиной, который состоит из 493 единиц хранения за 1854—1956 годы.
В него вошли пояснительные записки к проектам памятников В. И. Ленину, А. М. Горькому, П. И. Чайковскому, Т. Г. Шевченко, челюскинцам, к проектам скульптурной группы «Требуем мира» и монумента в память об обороне Севастополя. Фонд также содержит статьи, доклады и выступления, переписка Веры Игнатьевны с деятелями искусства, литературы, учеными (всего более 120 корреспондентов), материалы к биографии (паспорт, служебные удостоверения, договоры, анкеты и т. д.), портреты и фотографии Мухиной (индивидуальные и в группах), а также фотоснимки скульптурных работ.

## Галерея

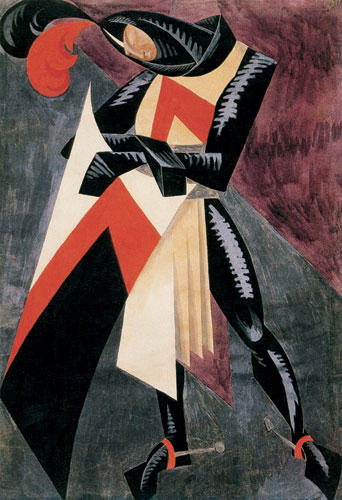
Эскиз театрального костюма к драме А. А. Блока «Роза и Крест», гуашь, 1916 год
Памятник В. И. Мухиной в Москве, скульптор М. К. Аникушин, архитектор С. П. Хаджибаронов
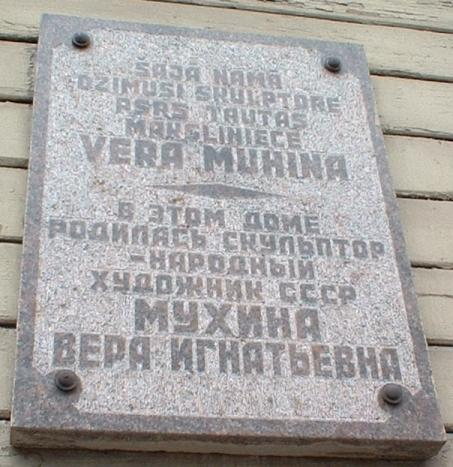
Мемориальная доска на доме, где родилась скульптор, (Рига)
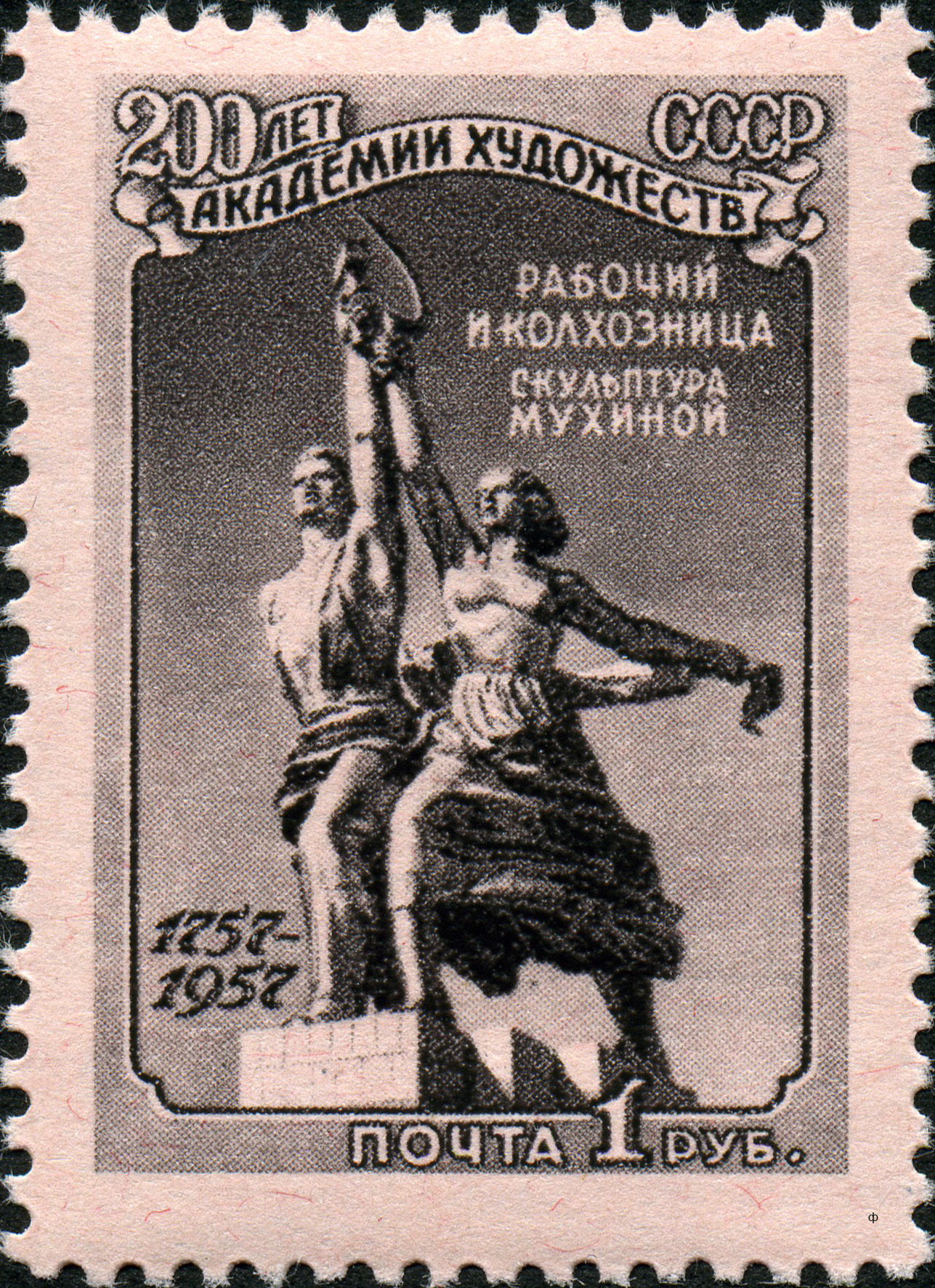
Почтовая марка СССР: Скульптура Мухиной «Рабочий и колхозница»
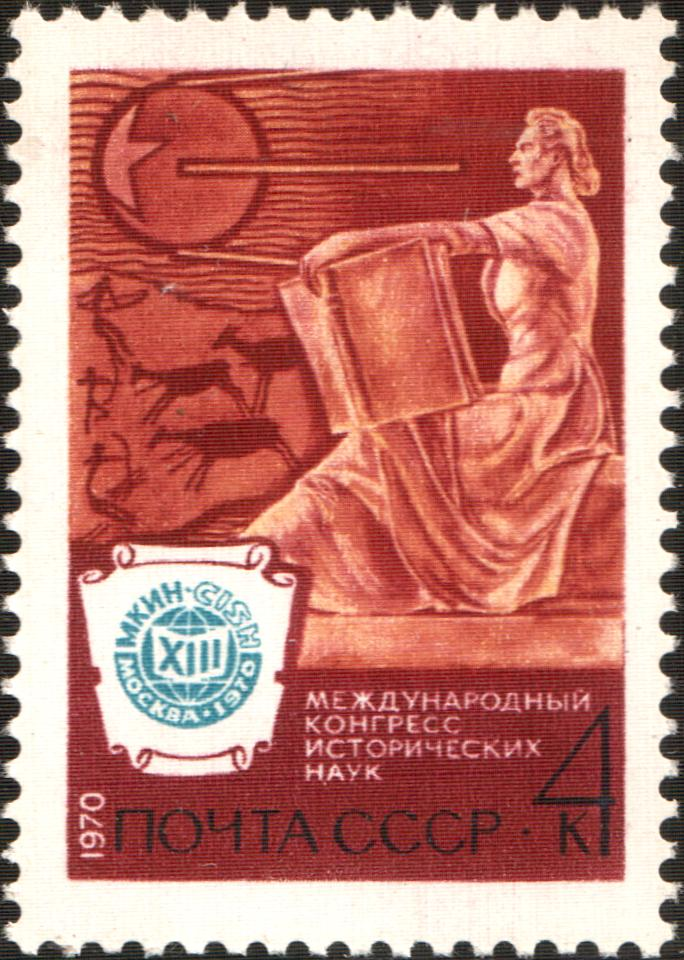
Почтовая марка СССР: Скульптура Мухиной «Наука»
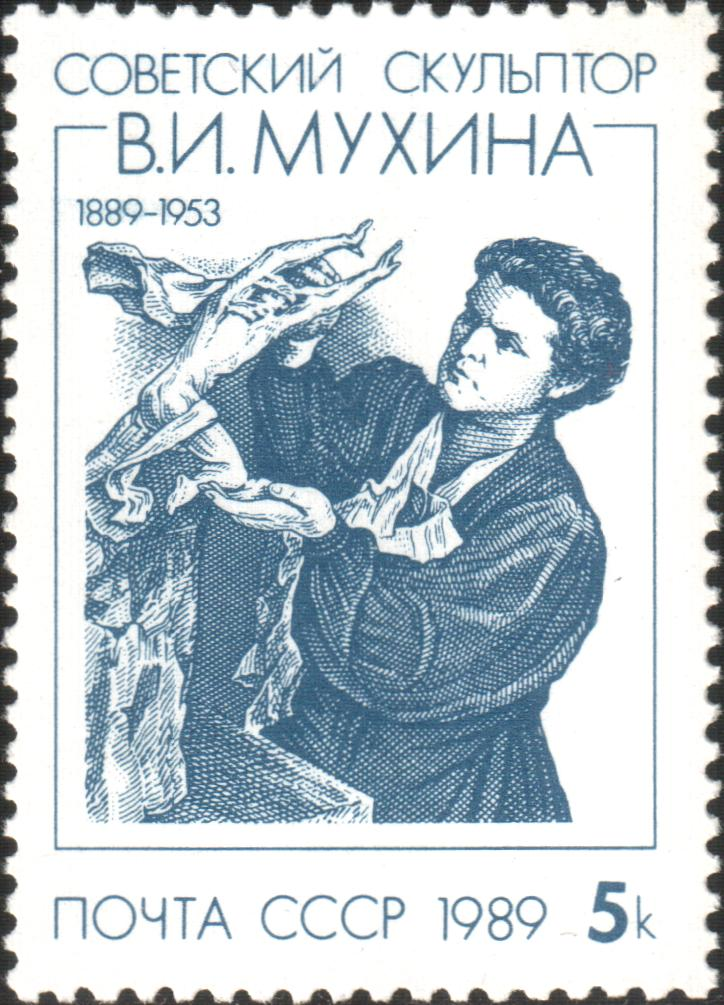
Почтовая марка СССР (1989, по портрету работы М. Нестерова)
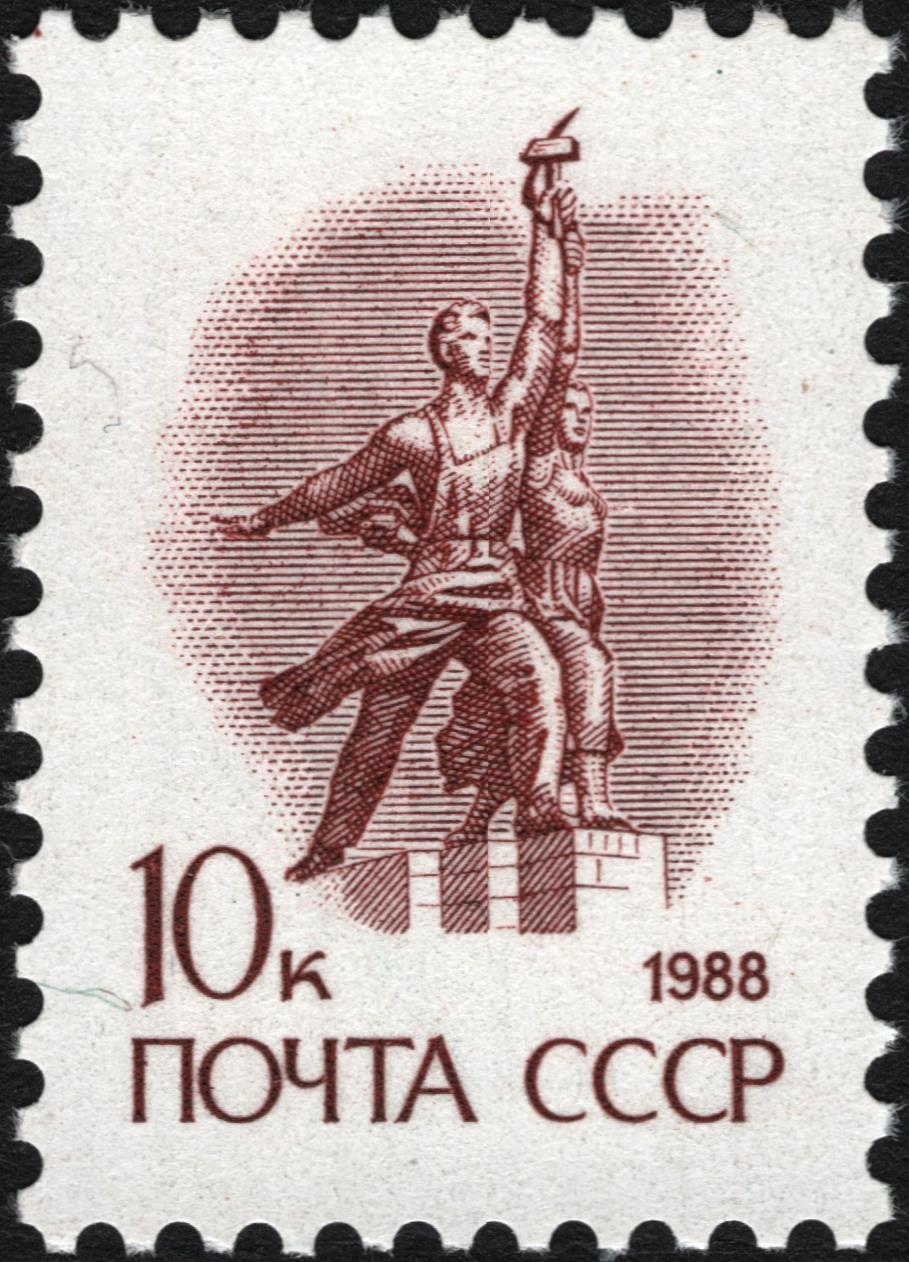
Стандартная почтовая марка СССР, 1988 год
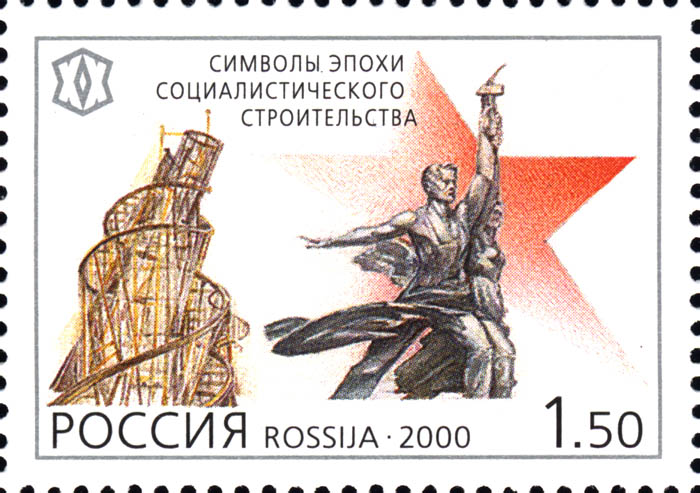
Почтовая марка России: Символы эпохи социалистического строительства
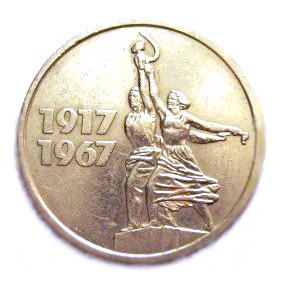
Юбилейная монета СССР, 1967 год
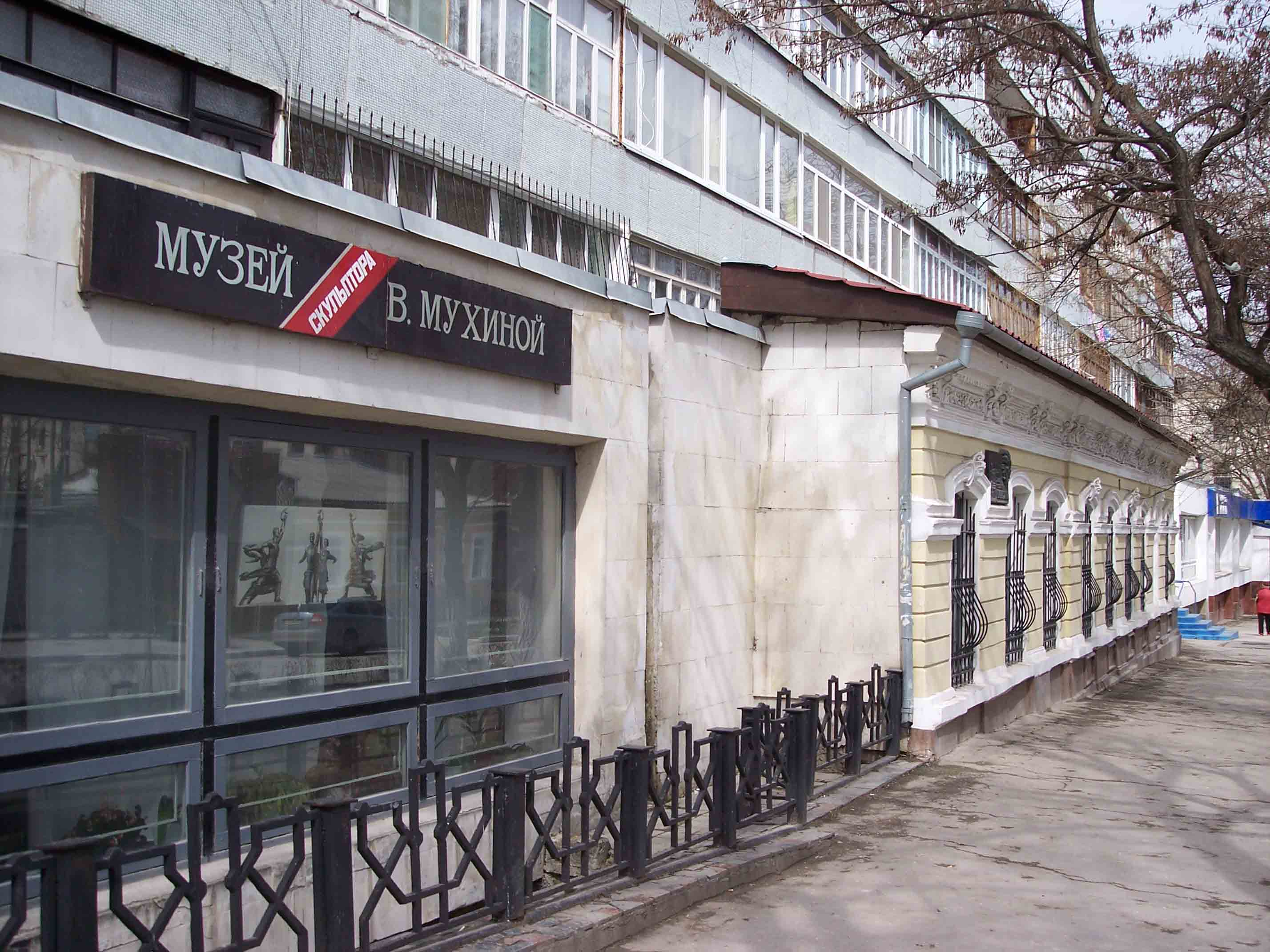
Музей Веры Мухиной в Феодосии
Могила Мухиной на Новодевичьем кладбище Москвы.